# Túmulo de Ásquia
O Túmulo de Ásquia em Gao, Mali, é o que se pensa ser o local onde repousa Ásquia Maomé I do Império Songai. Está classificado como Património Mundial pela UNESCO que descreve-o como um exemplo monumental das tradições de construção com lama existentes no oeste africano do Sael. 

## História

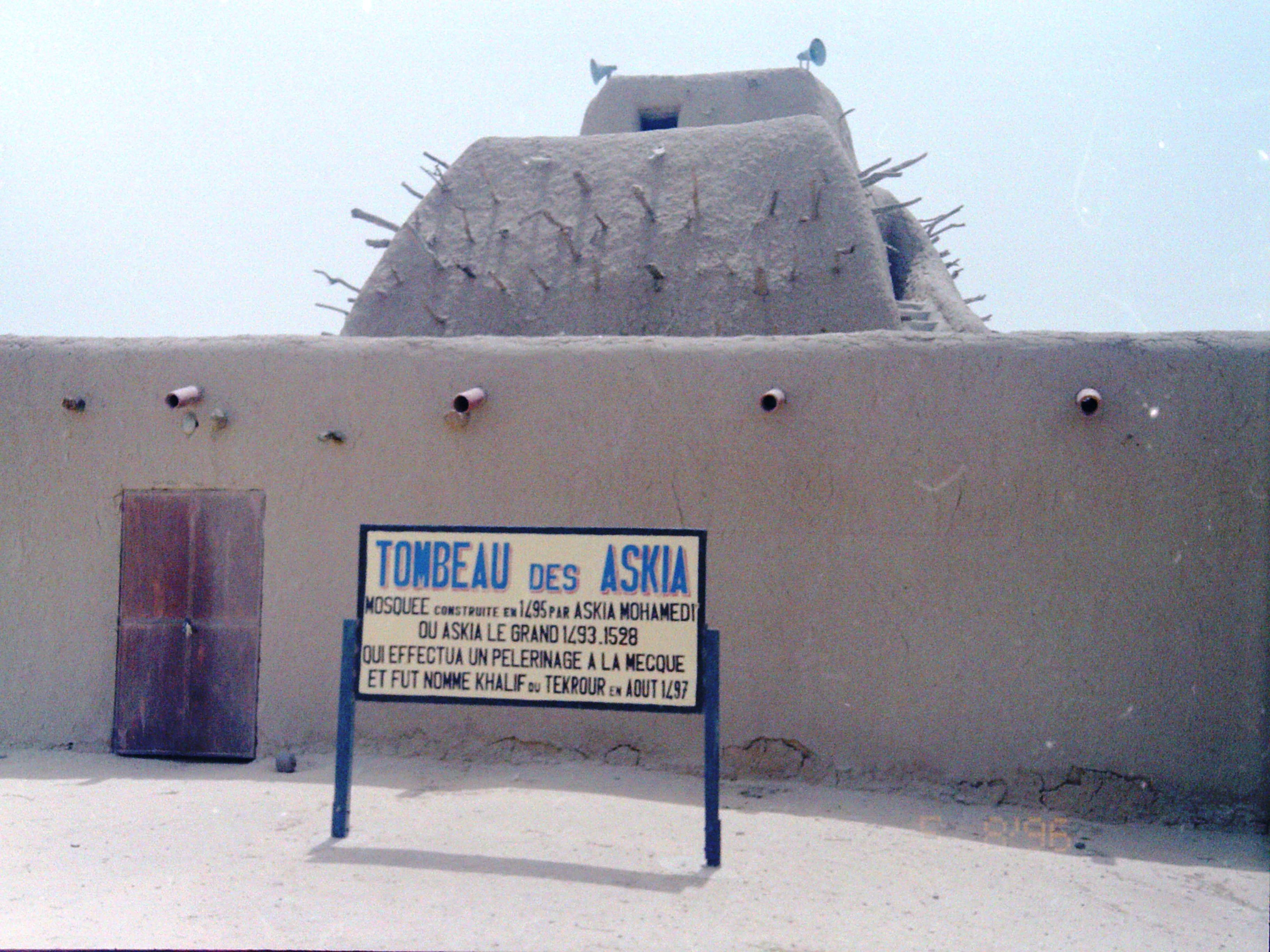
Túmulo de Ásquia

O complexo inclui o túmulo piramidal, com 17 metros, duas mesquitas, um cemitério e um espaço para assembleias. É o primeiro exemplo de um estilo de arquitetura islâmica que, mais tarde, se espalhou pela região. O complexo foi construído em 1495, por Ásquia Maomé I.
É o testemunho do poder e da riqueza que o império adquiriu nos séculos XV e XVI, através do comércio transaariano. O complexo foi construído quando Ásquia, vindo de Meca, declarou o Islamismo a religião oficial do império.